# Lemasul
Lemasul är en holme i Mikronesiska federationen.   Den ligger i kommunen Kuttu Municipality och delstaten Chuuk, i den västra delen av landet, 500 km väster om huvudstaden Palikir. Lemasul ligger 18 meter över havet. Arean är 0,56 kvadratkilometer.
Terrängen på Lemasul är mycket platt. Öns högsta punkt är 27 meter över havet. Den sträcker sig 1,5 kilometer i nord-sydlig riktning, och 1,2 kilometer i öst-västlig riktning.